# Grabsleben
Grabsleben este o comună din landul Turingia, Germania.